# Porto marittimo internazionale di Baku
Il porto marittimo internazionale di Baku è un porto commerciale marittimo nella città di Baku, in Azerbaigian. È il più grande porto del mar Caspio, situato all'incrocio dei corridoi di trasporto est-ovest e nord-sud. I terminal portuali mantengono collegamenti commerciali marittimi con i principali porti del Caspio e attraverso i canali Volga-Don e Volga-Baltico, con i porti del mar Nero, Mediterraneo, Baltico, mare del Nord e oceano Atlantico. Nel corso del 2015, il porto internazionale di Baku ha movimentato 3,1 milioni di tonnellate di merci.
Il 18 marzo 2015, con il decreto del Presidente Ilham Aliyev, il porto di Baku è stato riorganizzato in una società per azioni chiusa.

## Storia
Il trasporto caspico è noto fin dal primo Medioevo, ma il commercio navale iniziò a svilupparsi a pieno titolo solo con la creazione dello stato di Shirvanshah nel IX secolo, e allo stesso tempo la costruzione della flotta mercantile di Shirvanshah e del porto marittimo di Baku.
Nel XVIII secolo le carovane indiane, in viaggio da Ardabil, attraversarono il porto di Baku e esportarono prodotti come seta, olio, pesce, pellicce, rame, cavalli, tinture naturali, caviale e prodotti in pelle.
Il 17 settembre 1854, l'imperatore russo Nicola I diede il decreto di trasformare il porto di Baku in un porto navale.
Il porto di Baku era particolarmente importante negli anni '70-'80 del XIX secolo, quando a seguito della crescita e dello sviluppo della produzione di petrolio in Azerbaigian, il petrolio cominciò a essere trasportato via mare. Durante il periodo dell'Impero russo, la costruzione del porto moderno fu completata e nel 1902 il porto iniziò la sua attività.
Negli anni 1923-1924 la quota del porto di Baku sul volume totale del traffico merci nell'Unione Sovietica fu del 27,3%.
Durante la seconda guerra mondiale, il porto svolse un ruolo importante nell'invio del carico al fronte. Ma dopo la guerra, per ripristinare il funzionamento del porto, fu necessario la ricostruzione, che prese molto tempo. Nel 1963 un nuovo terminale per traghetti fu messo in funzione nel porto di Baku. Successivamente iniziò la costruzione di un nuovo ormeggio per il trasporto di passeggeri, completato nel 1972.
Dopo il ripristino dell'indipendenza della Repubblica dell'Azerbaigian, a Baku nel 1998 si tenne una conferenza internazionale sulla "Strada della seta storica", il cui scopo era quello di riprendere la vecchia rotta commerciale.

## Infrastruttura
Il porto di Baku comprende:
- Terminale merci principale
- Terminale deposito,
- Terminale petrolifero di Dubendi
- Terminale dei traghetti
- Terminale passeggeri

Il porto è in grado di elaborare fino a 10 milioni di tonnellate del carico alla rinfusa per l'anno e fino a 9-10 milioni di tonnellate di merci generiche.
Il terminale merci principale si trova nel centro di Baku, è composto da 6 posti barca per una lunghezza totale di 866 m, la profondità è di 7 metri, gli ormeggi sono dotati di potenti gru a portale. Il terminale deposito è in grado di ricevere fino a 15.000 container all'anno, compresi container da 40 piedi.
Il terminale dei traghetti serve le direzioni di Baku - Turkmenbashi - Baku, Baku - Aktau - Baku, Baku - i porti dell'Iran - Baku. Ha 13 traghetti situati nella parte occidentale del nuovo porto di Alat a Baku.
Il 35% del commercio portuale di Baku viene effettuato da parte del terminale petrolifero e del gas di Dubendi. Il terminal ha 2 posti letto ed è considerato il più grande della penisola di Absheron.
Il terminale passeggeri è composto da 3 ormeggi per una lunghezza totale di 340 m ed è destinato alla ricezione di navi passeggeri dei paesi caspici.
La flotta portuale è composta da 20 navi, tra cui rimorchi, rimorchiatori, collettori d'acqua di sentina, piattaforme petrolifere, navi pilota e antincendio, navi gru.

## Nuovo porto di Alat
Il nuovo porto di Alyat si trova a 70 km da Baku, all'incrocio tra TRACECA e il corridoio Nord-Sud, e fa anche parte del nodo di trasporto che collega l'ovest (Turchia e UE), il sud (Iran e India) e il nord (Russia).
Tre linee ferroviarie internazionali che attraversano il porto di Alat sono:
- La linea Nord-ovest - attraverso Baku fino alla Russia;
- La linea occidentale - attraverso la Georgia fino alle coste del Mar Nero e della Turchia;
- Linea sud - per le zone del sud e fino al confine con l'Iran.

Nel 2007, il presidente ha firmato un ordine per costruire un nuovo complesso del porto commerciale marittimo. La fondazione del nuovo porto è stata posta dal Presidente Ilham Aliyev il 3 novembre 2010. L'apertura del terminale dei traghetti del nuovo complesso portuale nel villaggio di Alat si è svolta il 22 settembre 2014 con la partecipazione del Presidente dell'Azerbaigian Ilham Aliyev.
Il nuovo porto, situato a 65 km dalla capitale, occupa un'area di 400 ettari, e al momento è in grado di ricevere 10 milioni di tonnellate di merci e 40.000 container, la prossima tappa del porto sarà in grado di ricevere 17 milioni di tonnellate di carico e 150.000 container, e al termine della costruzione del porto sarà in grado di gestire 25 milioni di tonnellate di merci e 1 milione di container all'anno, il che lo rende un collegamento importante nel cambiamento del sistema di trasporti della regione e un centro di produzione nel centro della nuova via della seta in via di sviluppo.
A causa della posizione del vecchio porto nel centro di Baku e della congestione di strade nella capitale, il trasporto di merci dal porto ha preso molto tempo. Dopo la costruzione di un nuovo porto internazionale nel villaggio di Alat, questo problema è stato risolto, poiché si troverà sulla strada verso la Georgia. Il porto di Alat si trova all'incrocio di due importanti corridoi di trasporto da est a ovest dal Kazakistan all'Europa e da nord a sud dalla Russia all'Iran.
Il 17 marzo 2016, il Presidente dell'Azerbaigian Ilham Aliyev ha firmato un ordine che istituisce una zona economica speciale del tipo zona di libero scambio nel villaggio di Alat del distretto di Garadagh, compreso il territorio del nuovo porto commerciale internazionale di Baku.
Il 9 gennaio 2018, il terminal RO-RO è stato aperto nel complesso del porto commerciale internazionale di Baku. Il presidente prese parte all'inaugurazione nel villaggio di Alat e fece la conoscenza del lavoro svolto nel complesso.
Il 14 maggio 2018 è stato aperto un nuovo complesso del porto commerciale internazionale di Baku, al quale il Presidente ha preso parte e familiarizzato con le condizioni. Qui sono stati costruiti un edificio operativo portuale, magazzini e aree di carico, un valico di frontiera e una dogana e altri edifici per scopi diversi. Il porto riceve elettricità da due fonti: la sottostazione elettrica di Alat e la centrale elettrica modulare di Sangachal. Il piano generale e il progetto del nuovo complesso portuale sono di proprietà della società olandese Royal Haskoning e i lavori di costruzione sono stati effettuati dalla società locale Evrascon.

## Porto verde (ecologico)
Il nuovo porto di Baku in Alat cerca di ottenere lo status del porto ecologico e approva di conseguenza i programmi per ridurre i rifiuti, riutilizzare i materiali, utilizzare tecnologie efficienti per ridurre al minimo le emissioni di biossido di carbonio.
A nord e ad ovest del porto, lungo la costa, si prevede di creare zone verdi speciali, che mireranno ad arricchire il suolo ed a moderare il microclima locale. Il programma comprende tre componenti principali: pianificazione e strategia ambientale, promozione di attività a basse emissioni di carbonio, ecologia nazionale e politica di replica.

## Zona di libero scambio
Il 17 marzo 2016, il Presidente dell'Azerbaigian Ilham Aliyev ha firmato un ordine che istituisce una zona economica speciale del tipo Zona di libero scambio nel villaggio di Alat del distretto di Garadagh, compreso il territorio del nuovo porto commerciale internazionale di Baku. 7 settembre 2016 il Porto di Baku ha firmato un accordo con il "DP World" degli Emirati Arabi Uniti per fornire servizi di consulenza per l'istituzione della Zona di libero scambio.
La zona di libero scambio si trova su un'area di 100 ettari. L'obiettivo è quello di trasformare il porto di Baku nel principale centro logistico dell'Eurasia centrale, è in costruzione al passaggio a livello. L'area di libero scambio comprende diversi componenti, come il parcheggio per camion, i centri logistici internazionali e nazionali, ecc.